# 佛氏猪笼草
佛氏猪笼草是婆罗洲特有的热带食虫植物，生长于海拔1000米至1500米的地区。其下位笼的腹面无笼翼，上位笼一般为漏斗形。其与暗色猪笼草（N. fusca）之间存在着密切的近缘关系。佛氏猪笼草的种加词来源于莱顿植物园温室经理的植物学家阿特·沃格尔（Art Vogel）。

## 植物学史
1961年，森林植物学家J·A·R·安德森（J. A. R. Anderson）在姆鲁山国家公园的阿比山上首次采集到了佛氏猪笼草。该标本被标记为暗色猪笼草，并存放于沙捞越林业部（Sarawak Forestry Department）植物标本馆中。1969年，植物学家仓田重夫研究了这个标本，并注意到其形态特征并不处于暗色猪笼草已知的变化范围中。
2002年，安德烈·舒特曼（Andre Schuiteman）和爱德华·费迪南德·德·沃格尔（Eduard Ferdinand de Vogel）正式描述了佛氏猪笼草。该描述基于编号为“A.Vogel, A.Schuiteman & T.Roelfsema 981037 （SAR）”的单一栽培植株标本作出，并刊登于《布卢姆》。该标本植株来源于1997年于沙捞越可拉必高原采集的幼株。之后由身为莱顿植物园温室经理的植物学家阿特·沃格尔培养长大。佛氏猪笼草也就是得名于他。
在其正式描述发表之前，佛氏猪笼草已进入李乾的“Malesiana Tropicals”苗圃中栽培，其被称为“Nepenthes spec. 4”。
可能由于该物种附生的生活习性，在野外若没有望远镜是很难发现的，所以其在植物标本馆中的标本较少。

## 形态特征
佛氏猪笼草的下位笼通体为圆柱形，笼口水平。其腹面无笼翼。笼盖为宽三角形，无附属物。下位笼为黄色，并具有深色的斑点。唇具条纹。
佛氏猪笼草的上位笼一般为漏斗形，其形状可能为窄漏斗形至上部为明显的球形。球状的部分对应的内表面为蜡质区。

## 生态关系
尽管仅在婆罗洲几个零星的地区记录到佛氏猪笼草，但其分布可能比想象的更为广泛。最初只认为其是沙捞越北部特有的物种，但之后在沙巴南部和西加里曼丹也有发现。佛氏猪笼草生长于海拔1000米至1500米的地区。
佛氏猪笼草通附生于山麓或低地山林中。模式标本植株生长于荒原森林潮湿地面的苔藓上。其与窄叶猪笼草（N. stenophylla）和维奇猪笼草（N. veitchii）同域分布。尽管如此，还未发现关于佛氏猪笼草的自然杂交种。
在姆鲁山上，佛氏猪笼草分布于海拔1200米至1500米处，但并没有与类似附生的暗色猪笼草和胡瑞尔猪笼草（N. hurrelliana）同域分布，它们分别生长于海拔1200米以下和1500米以上的地区。

## 相关物种
佛氏猪笼草被归入“大猪笼草系”中，其中还包括博世猪笼草（N. boschiana）、陈氏猪笼草（N. chaniana）、附生猪笼草（N. epiphytica）、艾玛猪笼草（N. eymae）、法萨猪笼草、暗色猪笼草、克洛斯猪笼草（N. klossii）、大猪笼草（N. maxima）、宽唇猪笼草（N. platychila）和窄叶猪笼草。
佛氏猪笼草被认为与暗色猪笼草之间存在着密切的近缘关系。它们的区别在于佛氏猪笼草的捕虫笼较小，且笼盖下表面无附属物。此外，佛氏猪笼草的笼盖为宽三角形，而暗色猪笼草的为窄三角形。此外，佛氏猪笼草捕虫笼的颜色为浅色深斑。这些形态特征也可以将其与豹斑猪笼草（N. burbidgeae）和窄叶猪笼草区分开来。[注1]
佛氏猪笼草也与宽唇猪笼草近缘。但宽唇猪笼草的下位笼具有笼翼和相对宽达的唇。

## 扩展阅读
- WildBorneo：佛氏猪笼草的信息
- 食虫植物照片搜寻引擎中佛氏猪笼草的照片

 维基共享资源上的相關多媒體資源：佛氏猪笼草
 維基物種上的相關：佛氏猪笼草